# UGC 2140
Arp 258 = UGC 2140 = HCG 18 ist eine Galaxiengruppe im Sternbild Widder, welche etwa  187 Mio. Lichtjahre von der Milchstraße entfernt ist.
Halton Arp gliederte seinen Katalog ungewöhnlicher Galaxien nach rein morphologischen Kriterien in Gruppen. Diese Galaxie gehört zu der Klasse Galaxien mit unregelmäßigen Klumpen.